# René Bourque
René Gary Wayne Bourque (ur. 10 grudnia 1981 w Lac La Biche, Alberta) – kanadyjski hokeista, reprezentant Kanady, olimpijczyk.

## Życie prywatne
Z pochodzenia jest przedstawicielem Métis. Jego rodzicami są Wayne i Barbara. René ma siostrę bliźniaczkę Chantal, a ponadto dwie osobne siostry bliźniaczki Kim i Nadię. Jego kuzyn Wayne Bourque jest bokserem. René Bourque jest znany z działalności charytatywnej.

## Kariera
- Northeast Panthers Midget AA (1997–1998)
- Notre Dame Hounds Midget AAA (1998–1999)
- St. Albert Saints (1999–2000)
- Wisconsin Badgers (2000–2004)
- Norfolk Admirals (2004–2005)
- Chicago Blackhawks (2005–2008)
- Calgary Flames (2008–2012)
- Montreal Canadiens (od 2012)
- Hamilton Bulldogs (2014)
- Anaheim Ducks (2014–2015)
- Columbus Blue Jackets (2015–2016)
- Colorado Avalanche (2016-2017)
- Djurgårdens IF (2017-2018)

Wychowanek Lac La Biche M.H.A.. Od stycznia 2012 zawodnik Montreal Canadiens. Od listopada 2014 zawodnik Anaheim Ducks. Od marca 2015 zawodnik Columbus Blue Jackets. Od października 2016 w klubie Colorado Avalanche. Od sierpnia 2017 zawodnik Djurgårdens IF. W marcu 2018 ogłosił zakończenie kariery.
Uczestniczył w turniejach mistrzostw świata w 2010 oraz zimowych igrzysk olimpijskich 2018.

## Sukcesy
Reprezentacyjne
- Brązowy medal zimowych igrzysk olimpijskich: 2018

Indywidualne
- Sezon SMHL 1998/1999:
  - Mecz Gwiazd
- Sezon AJHL 1999/2000:
  - Skład gwiazd pierwszoroczniaków
- Sezon AHL 2004/2005:
  - Najlepszy zawodnik tygodnia: 27 marca 2005
  - Skład gwiazd pierwszoroczniaków
  - Dudley „Red” Garrett Memorial Award - najlepszy pierwszoroczniak

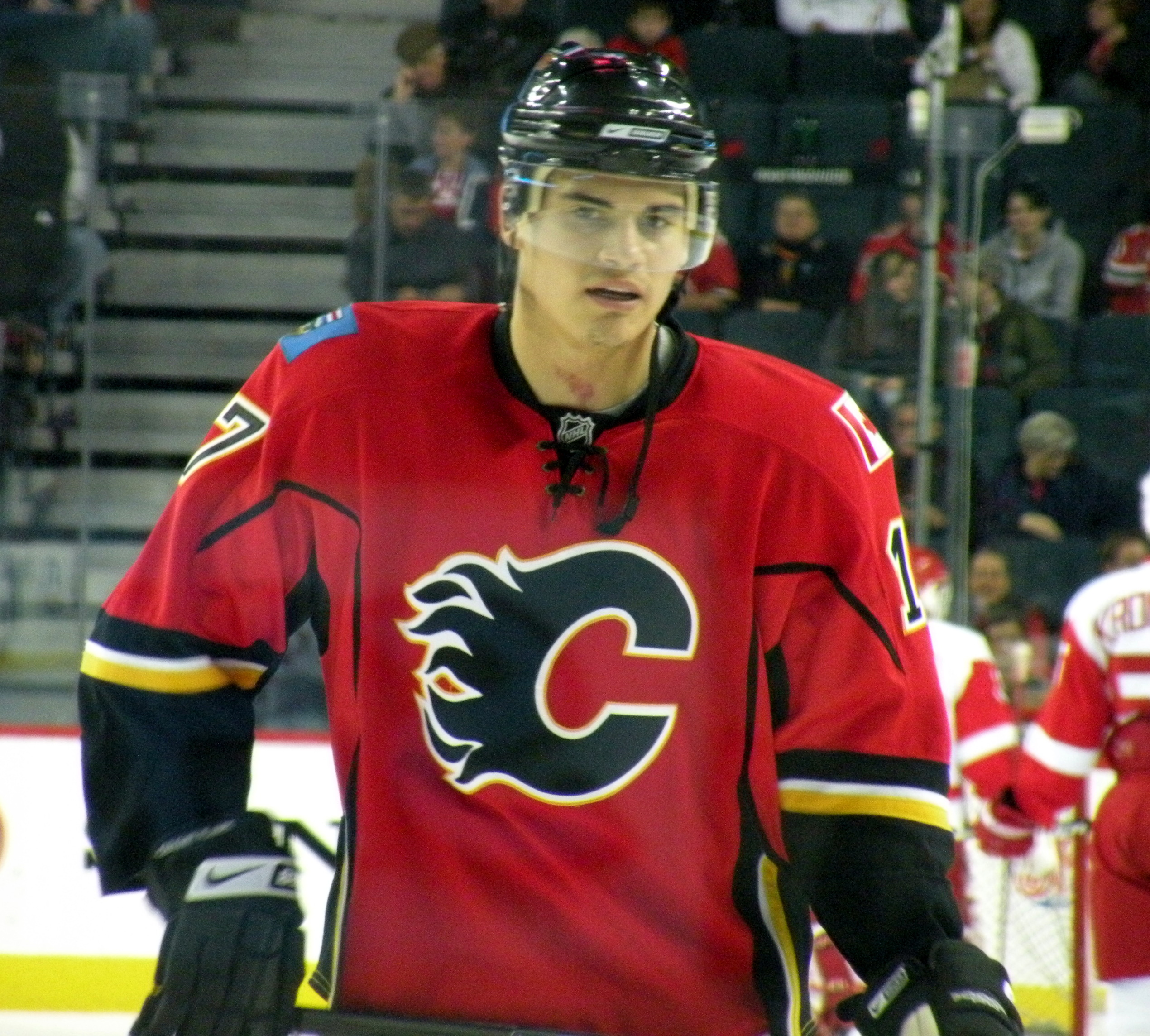
René Bourque w barwach Calgary Flames (2008)

## Statystyki klubowe
| 1999–00   | St. Albert Saints  | AJHL      | 63  | 44 | 41 | 85  | 113 | — | — | — | — | —  |
| 2000–01   | Wisconsin Badgers  | WCHA      | 32  | 10 | 5  | 15  | 18  | — | — | — | — | —  |
| 2001–02   | Wisconsin Badgers  | WCHA      | 38  | 12 | 7  | 19  | 26  | — | — | — | — | —  |
| 2002–03   | Wisconsin Badgers  | WCHA      | 40  | 19 | 8  | 27  | 54  | — | — | — | — | —  |
| 2003–04   | Wisconsin Badgers  | WCHA      | 42  | 16 | 20 | 36  | 74  | — | — | — | — | —  |
| 2004–05   | Norfolk Admirals   | AHL       | 78  | 33 | 27 | 60  | 105 | 6 | 1 | 0 | 1 | 8  |
| 2005–06   | Chicago Blackhawks | NHL       | 77  | 16 | 18 | 34  | 56  | — | — | — | — | —  |
| 2006–07   | Chicago Blackhawks | NHL       | 44  | 7  | 10 | 17  | 38  | — | — | — | — | —  |
| 2007–08   | Chicago Blackhawks | NHL       | 62  | 10 | 14 | 24  | 42  | — | — | — | — | —  |
| 2008–09   | Calgary Flames     | NHL       | 58  | 21 | 19 | 40  | 70  | 5 | 1 | 0 | 1 | 22 |
| NHL razem | NHL razem          | NHL razem | 241 | 54 | 61 | 115 | 206 | 5 | 1 | 0 | 1 | 22 |